# 宮之奧停留場
宮之奧停留場（日语：／ Miyanooku teiryūjō */?），是位於高知縣高知市朝倉，土佐電交通伊野線的電車站。

## 歷史
宮之奧停留場是在1907年（明治40年），伊野線鏡川橋停留場至咥內停留場之間開通時啟用。在電車站名稱中也會以。
- 1907年（明治40年）9月16日 - 土佐電氣鐵道電車站啟用[1]。
- 2014年（平成26年）10月1日 - 土佐電氣鐵道、高知縣交通（日语：高知県交通）和土佐電Dream Service（日语：土佐電ドリームサービス）合併，土佐電交通成立[4]。成為土佐電交通的電車站。

## 電車站構造
電車站是建造在專用路軌上，設有2面1線的相對式月台上。路軌北邊為播磨屋橋方向月台，南邊為伊野方向乘車處。伊野方向乘車處位於並行縣道路肩上，以白線劃分乘車處。

## 電車站周邊
在電車站以北越過土讚線路軌處設有朝倉古墳。
- 朝倉醫院
- 宮之奧團地
- 高知縣道386號朝倉伊野線（舊國道33號（日语：国道33号））
- 「宮之奧」巴士站

## 相鄰電車站
土佐電交通
伊野線
朝倉神社前－宮之奧－咥內

## 注腳
1. 1 2  《土佐電鉄が走る街 今昔》99・156-158頁
2. ↑  今尾惠介（監修）. . 11 中国四国. 新潮社. 2009: 60. ISBN 978-4-10-790029-6 （日语）.
3. ↑  . 高知新聞社. 1998: 91. ISBN 4-87503-268-4 （日语）.
4. ↑  上野宏人. . 毎日新聞 (毎日新聞社). 2014-10-02 （日语）.
5. 1 2  川島令三. . 【図説】 日本の鉄道. 第2巻 四国西部エリア. 講談社. 2013: 43・94頁. ISBN 978-4-06-295161-6 （日语）.
6. ↑  川島令三.  四国篇. 草思社. 2007: 289. ISBN 978-4-7942-1615-1 （日语）.
7. ↑  《土佐電鉄が走る街 今昔》42-43頁